# Катанка

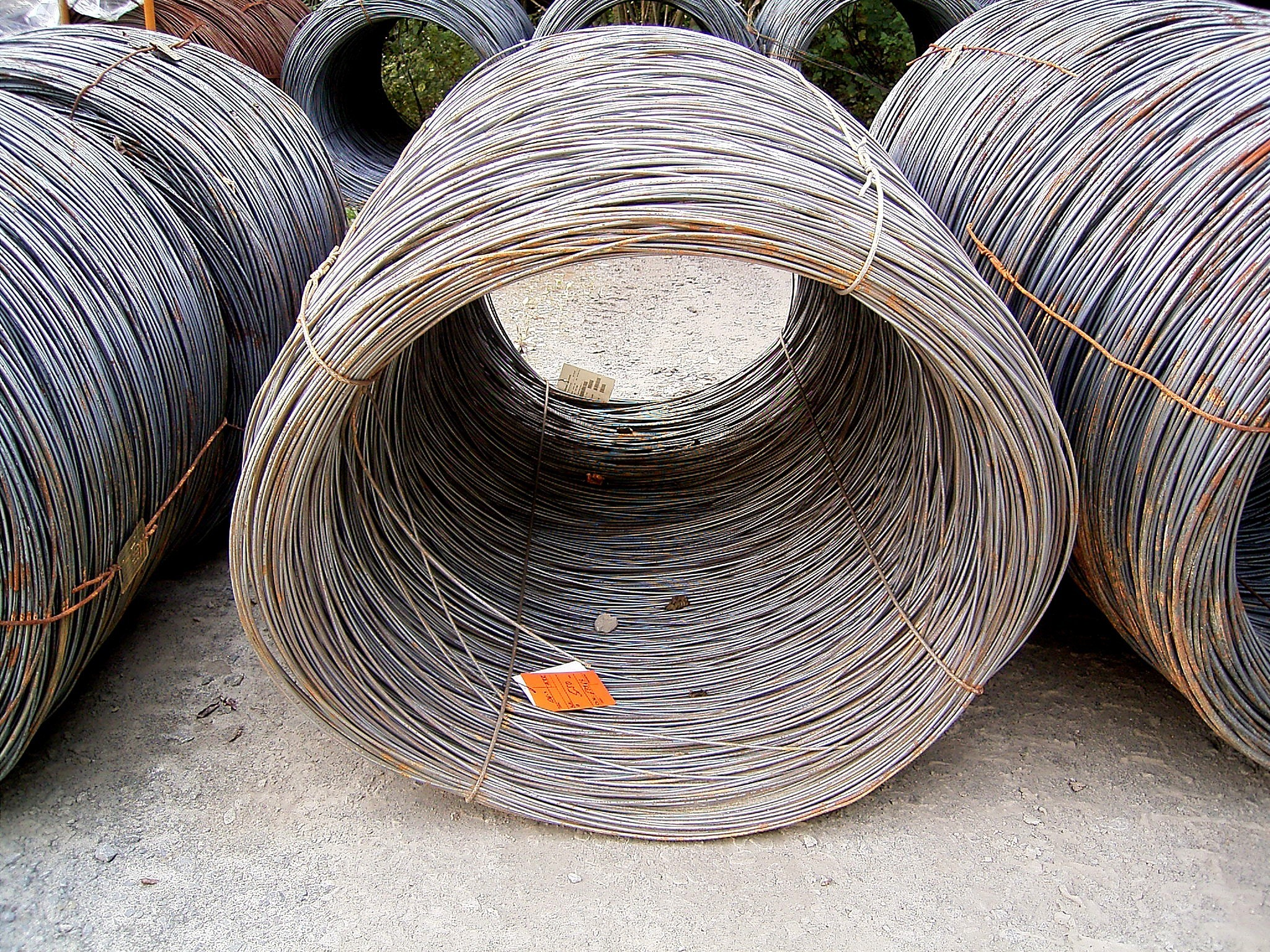
Катанка, змотана в бухти в яких постачається до замовника

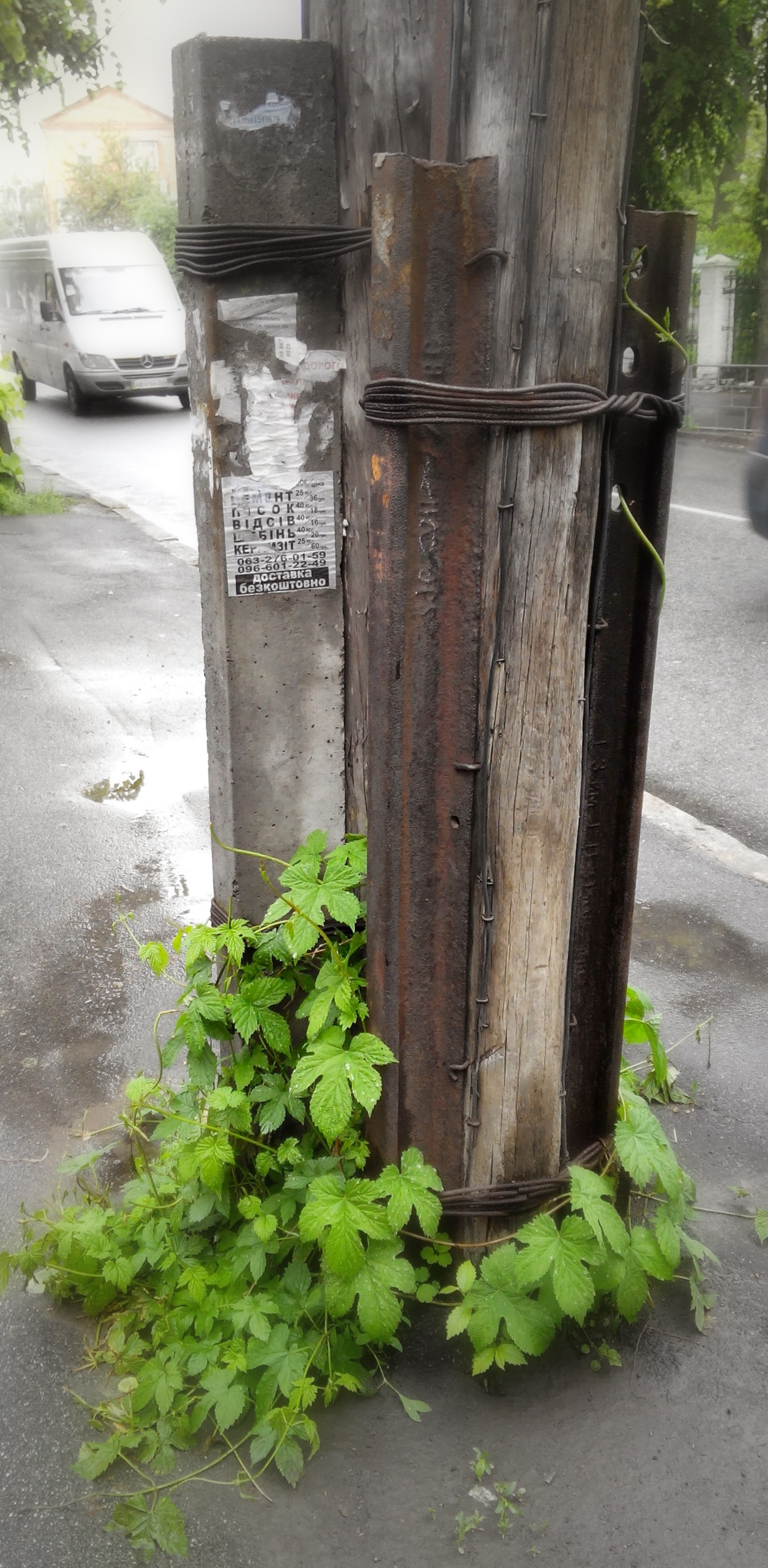
Пасинок у вигляді залізничної рейки прив'язаний катанкою до стовпа.

Ка́танка — загальна назва металопрокатного дроту круглого перетину діаметром від 5,5 до 9 мм (за деякими джерелами до 15 мм), має як загальне призначення, наприклад, в використанні на будівництві, так і може бути напівфабрикатом в досить великих металургійних циклах. Катанка виготовляється з вуглецевої сталі звичайної якості.

## Виготовлення
Катанку виготовляють методом прокатування через вали, звідси походить назва продукту цього металопрокату. Вали формують і обжимають метал з різних сторін, таким чином, зі шматка металу (його називають «блюм») виходить дріт. В кінці прокатного стану її намотують на спеціальну котушку, за допомогою якої катанка укладається в кільця для подальшого охолодження. Спосіб формування називають гарячим, при ньому метал попередньо не нагрівається, а розжарюється при проходженні через вали. Після прокатки катанку охолоджують, процес може йти двома шляхами — повітряним або прискореним охолодженням. Повітряне охолодження відбувається природним шляхом, а прискорене в спеціальних охолоджувальних установках-вентиляторах. Після охолодження катанка укладається в бухти і відправляється на склад. Катанка, що за діаметром має великий діаметр (10-15 мм) може відпускатись також в прутах різної довжини.

## Дефекти
Під час виробництва може виникати ряд дефектів, тому до катанки пред'являються підвищені вимоги щодо якості. Так, якщо катанка виготовляється для подальшого виробництва дроту, то на ній мають бути відсутні задирки або заходи. Якщо вони присутні на катанці, то вона може використовуватися в інших менш вибагливих цілях.
На поверхні катанки можуть виникати порожнечі і бульбашки (їх називають волосовини). Волосовини знижують міцність катанки. Якість катанки також страждає від зневуглецювання, яке може відбуватися при нагріванні.

## Загальні вимоги
- Катанка має витримувати в холодному стані вигин на 180° навколо оправлення діаметром, рівним діаметру катанки, який випробовується.
- Не допускаються в мікроструктурі катанки підгартовування (мартенситні і троосто-мартенситні ділянки).
- Катанку виготовляють в мотках, що складаються з одного безперервного відрізка.
- Витки катанки в мотках повинні бути укладені без змішування. Допускається виготовлення катанки в мотках, що складаються з двох відрізків, в кількості не більше 10 % маси партії.
- Маса одного мотка має бути не менше 160 кг. Допускається наявність в партії до 10 % мотків масою менше 160 кг, але не менше 100 кг.
- Допускається маса мотка не менше 50 кг для катанки, виробленої на лінійних станах.
- На вимогу споживача катанка поставляється з гарантією зварюваності. Зварюваність забезпечується хімічним складом і технологією виготовлення катанки.
- На вимогу споживача в катанці визначається величина зерна фериту. Норми встановлюються за погодженням виробника зі споживачем.
- Мотки, що складаються з двох відрізків, повинні мати два ярлика.
- Кожна партія супроводжується документом про якість з додатковим зазначенням способу охолодження катанки.[1]

## Маркування
Катанка ГОСТ 30136-94 має різні способи охолодження, відповідно, на ярликах може вказуватись наступне маркування:
- ВО — охолодження на повітрі
- УО1 — одностадійне охолодження
- УО2 — двохстадійне охолодження.

Катанка ГОСТ 30136-94 виготовляється з різною точністю прокатки, в залежності від точності прокатки, можливі додаткові маркування
- Клас Б — катанка підвищеної міцності;
- Клас В — катанка звичайної міцності.

Часто, на підприємствах металопрокату проводиться п'ять видів дроту катанки:
- Легована (кремнієм)
- Зварювальна
- Пружинна
- Колюча
- Оцинкована

## Використання
Катанка може виконувати роль армуючої структури при виробництві залізобетонних виробів. Крім цього, катанка застосовується при виробництві дротів, канатів, тросів тощо. Поняття «катанка» може бути застосоване для алюмінієвого та мідного прокату. Алюмінієва і мідна катанка використовується в основному для виробництва дроту для систем електропостачання.

## Стандартизація
Виробництво катанки здійснюється в відповідності до ряду вимог ГОСТ 30136-95, ДСТУ 3683-98, ТУ 14-15-345-94, ТУ 14-15-346-94, ДСТУ 2959-94 (ГОСТ 30267-95), технічні умови на катанку з вуглецевої сталі звичайної якості регламентуються ДСТУ 2770-94, (ГОСТ 30136-95) (міжнародний стандарт ISO 8457/1-89).[неавторитетне джерело]